# Neopomacentrus bankieri
Neopomacentrus bankieri és una espècie de peix de la família dels pomacèntrids i de l'ordre dels perciformes.

## Morfologia
Els mascles poden assolir els 8 cm de longitud total.

## Distribució geogràfica
N'hi ha dues poblacions aïllades: una al Mar de la Xina Meridional i al Mar de Java i l'altra a l'est de Queensland (Austràlia) i al sud de Papua Nova Guinea.